# Svartträsk (Geta, Åland)
Svartträsk är en sjö i Geta kommun i Åland (Finland). Den ligger i den norra delen av landskapet, 30 km norr om huvudstaden Mariehamn. Svartträsk ligger 37 meter över havet. Den ligger på ön Fasta Åland. Arean är 6,7 hektar och strandlinjen är 1,35 kilometer lång. Sjön  ingår i Norra Skärgårdshavets avrinningsområde. 